# Močovice
Močovice är en ort i Tjeckien.   Den ligger i regionen Mellersta Böhmen, i den centrala delen av landet, 70 km öster om huvudstaden Prag. Močovice ligger 243 meter över havet och antalet invånare är 325.
Terrängen runt Močovice är lite kuperad. Runt Močovice är det ganska glesbefolkat, med 31 invånare per kvadratkilometer. Närmaste större samhälle är Čáslav, 3,0 km öster om Močovice. Trakten runt Močovice består till största delen av jordbruksmark.